# Idioma võro
El idioma võro (en võro: võro kiil) es una lengua de la familia ugrofinesa, a veces considerada como un dialecto del estonio, aunque posee su propia literatura y se busca su reconocimiento como lengua regional en Estonia. Lo hablan alrededor de 70 mil personas de la etnia võro, en su mayoría ubicadas en el sur de Estonia, en las ocho parroquias históricas del condado de Võru (Võromaa).

## Historia
El idioma desciende de la antigua lengua tribal del sur de Estonia y está menos influida por el estonio estándar (que se basa en los dialectos del norte de Estonia). En su origen, el võro se hablaba más al sur y al este de la histórica Võromaa, en los enclaves de Lutsi, Leivu y Kraasna al sur de Estonia, en lo que hoy es Letonia y Rusia. Además del võro, otras variantes contemporáneas del estonio del sur incluyen el mulgi, el tartu y el idioma o dialecto de Seto.
Una de las primeras evidencias escritas del estonio del sur es una traducción del Nuevo Testamento (Wastne Testament), publicado en 1686. Aunque la situación del estonio del sur comenzó a disminuir después de la década de 1880, la lengua comenzó a experimentar un resurgimiento en la década de 1980.
Hoy en día, el võro se utiliza en las obras de algunos de los dramaturgos, poetas y autores más conocidos de Estonia (Madis Kõiv, Kauksi Ülle, Jaan Kaplinski, Ain Kaalep, etc.). Existe un periódico impreso en võro: la revista quincenal Leht Uma (literalmente "Nuestro periódico"). 26 escuelas públicas ofrecen semanalmente clases (en su mayoría extracurriculares) en võro moderno. La contribución de Estonia para el Festival de Eurovisión 2004 fue la canción "Tii", que fue interpretada por Neiokõsõ en võro. El võro está en peligro de extinción debido a la falta de compromiso legal del gobierno para protegerlo.

## Alfabeto
| А /ɑ/ | B /p/ | C /t͡s/ | D /t/ | E /e/  | F /f/ | G /k/  | H /h/  | I /i/  | J /j/  | K /kk/ |
| L /l/ | M /m/ | N /n/  | O /o/ | P /pp/ | Q /ʔ/ | R /r/  | S /ss/ | Š /ʃʃ/ | T /tt/ | U /u/  |
| V /v/ | W /v/ | Õ /ɤ/  | Ä /æ/ | Ö [ø]  | Ü /y/ | X /ks/ | Y /ɨ/  | Z /s/  | Ž /ʃ/  | ' /ʲ/  |

## Fonología

### Consonantes
|             | Labial    | Alveolar | Dorsal | Glotal |
| ----------- | --------- | -------- | ------ | ------ |
| Oclusiva    | p pʲ      | t tʲ     | k kʲ   | ʔ      |
| Africada    |           | ts tsʲ   |        |        |
| Nasal       | m mʲ      | n nʲ     | ŋ ŋʲ   |        |
| Fricativa   | f fʲ v vʲ | s sʲ     |        | h hʲ   |
| Aproximante |           | l lʲ     | j      |        |
| Vibrante    |           | r rʲ     |        |        |

### Vocales
|               | Anterior   | Anterior      | Posterior  | Posterior |
| no redondeada | redondeada | no redondeada | redondeada |           |
| ------------- | ---------- | ------------- | ---------- | --------- |
| Cerrada       | i          | y             | ɨ          | u         |
| Media         | e          | ø             | ɤ          | o         |
| Abierta       | æ          |               | ɑ          |           |

### Armonía vocálica
|                       | Anterior | Posterior |
| --------------------- | -------- | --------- |
| Cerrada redondeada    | y        | u         |
| Cerrada no-redondeada | i        | i         |
| Media redondeada      | ø        | o         |
| Media no-redondeada   | e        | ɤ         |
| Abierta               | æ        | ɑ         |

## Ejemplo
El artículo 1 de la Declaración Universal de los Derechos Humanos en võro reza:
Kõik inemiseq sünnüseq avvo ja õiguisi poolõst ütesugumaidsis. Näile om annõt mudsu ja süämetunnistus ja nä piät ütstõõsõga vele muudu läbi käümä.
En comparación con estonio estándar:
Kõik inimesed sünnivad vabadena ja võrdsetena oma väärikuselt ja õigustelt. Neile on antud mõistus ja südametunnistus ja nende suhtumist üksteisesse peab kandma vendluse vaim.

## Diferencia entre võro y estonio
- Una diferencia significativa entre el estonio estándar y el võro es la armonía vocal. No hay armonía vocal en la mayoría de los dialectos del norte de Estonia ni en el estonio estándar, pero sí en võro:

| Estonio  | Võro     | Español              |
| -------- | -------- | -------------------- |
| küla     | külä     | villa                |
| küsinud  | küsünüq  | (ha sido) preguntado |
| hõbedane | hõbõhõnõ | (hecho de) plata     |

- Algunas de las características morfológicas del võro se consideran muy antiguas. Por ejemplo, la 3.ª persona del singular del modo indicativo puede estar sin terminación o, alternativamente, con una s final:

| Estonio  | Võro    | Español |
| -------- | ------- | ------- |
| kirjutab | kirotas | escribe |
| annab    | and     | da      |

En las lenguas finesas, la doble conjugación de verbos sólo se encuentra en las lenguas del sur de Estonia y en el carelio.
- El võro tiene una partícula negativa que se anexa al final del verbo, mientras que el estonio estándar tiene un verbo negativo, que precede al verbo. En estonio estándar, el verbo negativo ei se utiliza en la negación del presente y pasado, mientras que en võro la negación se expresa por medio de diferentes partículas:

| Estonio      | Võro         | Español' |
| ------------ | ------------ | -------- |
| sa ei anna   | saq anna-aiq | No das   |
| sa ei andnud | saq anna-as  | No diste |
| ma ei tule   | maq tulõ-õiq | No vengo |
| ma ei tulnud | maq tulõ-õs  | No vine  |

- Datos: Q32762
- Multimedia: Võro language / Q32762